# Macarena Tondreau
Macarena Andrea Tondreau Casanova (Santiago, 17 de octubre de 1975) es una cantante, actriz y presentadora de televisión chilena.

## Biografía
Nació el 17 de octubre de 1975. Realizó sus estudios básicos y secundarios en el Colegio Argentino del Sagrado Corazón. Estudió producción de Televisión en el Instituto TV College. Es madre de tres niños. Actualmente, está casada con Alfredo Alonso, exintegrante del Grupo Aleste.

### Carrera televisiva
Comenzó su trabajo en televisión en 1997 animando junto a otras dos chicas el programa infantil Sol y luna de UCV TV como la Tía Sol. Luego de ello, se retiró algunos años para dedicarse a la publicidad como empresaria, hasta que en 2003 reaparece participando en Rojo fama contrafama en la competencia de cantantes, siendo eliminada en las primeras semanas.
En 2007, formó parte del elenco de la serie Amango de Canal 13, además de varios papeles menores en teleseries del mismo canal. Ese mismo año, formó parte del panel de Así somos de La Red, conducido por Juan Carlos Valdivia (periodista), y como conductora del programa de concursos telefónicos Call TV. Su paso en Así somos es recordado por uno de los mejores "bailes del caño" del programa y también por una proeza al sacarse un colaless por la parte superior del vestido.
En enero del 2008 aparece como panelista en el programa SQP de CHV en el cual se mantuvo hasta fines de febrero del mismo año. En abril se integra como opinóloga al programa farandulero Mira quien habla de MEGA destacándose entre los demás. En marzo del 2009 es llamada por Televisión Nacional de Chile para ser Comentarista de espectáculos del matinal de Chile Buenos días a todos junto a Raquel Argandoña y Ricarte Soto y conducido por Felipe Camiroaga y Carolina de Moras, destacándose por ser la más estudiosa del panel.
En el 2010 fue elegida para ser la conductora de la cuarta temporada de Pelotón (cuarta temporada) y de Abre los ojos un programa Satélite de Pelotón, ya que su conductora (Karen Doggenweiler) se retiró del programa para apoyar la candidatura presidencial de su esposo y político Marco Enriquez-Ominami tomó  vacaciones, quedando al mando del programa con muy buenos resultados.
Fue parte del panel de espectáculos del Matinal de Chile Buenos días a todos de TVN hasta que en junio de 2018 fue desvinculada como panelista del matinal de TVN, por sus dichos avalando la tortura que habían sufrido tres imputados dentro de un recinto penitenciario (los cuales se encontraban en prisión preventiva) por parte de otros internos, y que incluía golpes y shocks de corriente, diciendo “Apoyo los derechos humanos. Apoyo el derecho de los animales, pero no el de las bestias. Para mí estas personas son bestias y los golpearon otras bestias”. 
Además de participar como jurado estable en el programa de competencia de baile La Dieta del Lagarto conducido por Karen Doggenweiler, después de varios reemplazos de Pampita.
El 5 de julio de 2012, audicionó en la tercera temporada del programa Mi nombre es..., donde participó imitando a su amiga Yuri, quedando seleccionada para la semifinal.
En junio de 2018 fue despedida del matinal Muy buenos días (TVN). La versión oficial es que su contrato no fue renovado, pero diversas controversias en que se vio envuelta habrían precipitado su desvinculación del programa.

## Programas de televisión
Participación en Mi nombre es... VIP
| Etapa         | Fecha de emisión        | Presentación                                                                   | Resultado   |
| ------------- | ----------------------- | ------------------------------------------------------------------------------ | ----------- |
| Audición      | 5 de julio de 2012      | «El apagón»                                                                    | Clasificada |
| Final del día | 5 de julio de 2012      | «Todo mi corazón»                                                              | Clasificada |
| Semifinal     | 6 de septiembre de 2012 | Varias canciones: «Éste amor ya no se toca» «Dame un beso» «Yo te amo, te amo» | Clasificada |

| Año       | Programa                   | Rol                           | Canal       |
| --------- | -------------------------- | ----------------------------- | ----------- |
| 1997-1998 | Sol y Luna                 | Conductora                    | UCV TV      |
| 2003      | Rojo Fama Contrafama       | Participante                  | TVN         |
| 2007      | Amango                     | Actriz                        | Canal 13    |
| 2007      | Call TV                    | Conductora                    | La Red      |
| 2007      | Así somos                  | Panelista                     | La Red      |
| 2008      | S.Q.P.                     | Panelista                     | CHV         |
| 2008-2009 | Mira quién habla           | Panelista                     | Mega        |
| 2009-2015 | Buenos días a todos        | Opinóloga                     | TVN         |
| 2010      | Pelotón (cuarta temporada) | Conductora                    | TVN         |
| 2010      | Abre los ojos              | Conductora                    | TVN         |
| 2011      | La dieta del lagarto       | Jueza                         | TVN         |
| 2012      | Mi nombre es... VIP        | Participante                  | Canal 13    |
| 2012      | Las Argandoña              | Cameo                         | TVN         |
| 2013      | Juga2                      | Participante                  | TVN         |
| 2016-2018 | Muy buenos días            | Opinóloga                     | TVN         |
| 2021-2022 | ¿Quién es la máscara?      | Participante (como Reinetita) | Chilevisión |

### Telenovelas
- Descarado (Canal 13, 2006)
- Pobre Rico (TVN, 2012)